# IESP Centro Universitário
O UNIESP Centro Universitário  , anteriormente Instituto de Educação Superior da Paraíba, é uma instituição privada de ensino superior mantida pela Sociedade de Ensino Superior da Paraíba.. 
Criada em 12 de junho de 1994 e credenciada inicialmente pela Portaria MEC nº. 222, de 6 de março de 1998, publicada no D.O.U. de 10/03/1998, foi ao longo dos anos ganhando destaque em excelência acadêmica e estrutura de campus, ganhando o Conceito 5 do Ministério da Educação. 
Hoje, o UNIESP é a terceira maior instituição privada de ensino superior em referência no Estado da Paraíba, ficando atrás do UNIPÊ (1° lugar) e Unifacisa (2°lugar). Seu Campus Universitário está localizado no Km 14 da Rodovia BR 230, no município de Cabedelo, região metropolitana de João Pessoa. Em 18 de outubro de 2019, através da Portaria MEC nº. 1.785 foi recredenciada como Centro Universitário, alterando sua nomenclatura antes conhecida como IESP para UNIESP.
O regime de ingressantes é realizado através de processo seletivo (vestibular) tradicional ou agendado, realizado a cada semestre letivo, como também através do ENEM, de financiamentos estudantis, de transferência de outras instituições e de ingressos de graduados.
O Campus do UNIESP é formado por 8 blocos divididos entre letras e cores temáticas.